# Hans Ulrich Bänziger
Hans Ulrich Bänziger (* 30. Oktober 1938 in Zürich) ist ein Schweizer Psychologe und Schriftsteller.

## Leben
Hans Ulrich Bänziger absolvierte nach dem Wirtschaftsgymnasium die Dolmetscherschule in Zürich. Anschliessend arbeitete er als Dozent an der Zürcher Hochschule für Angewandte Wissenschaften. Später folgte eine Ausbildung in systemischer Therapie am Zürcher Institut für Systemische Entwicklung und Fortbildung.
In den 1970er-Jahren übersetzte er drei Jugendbücher und ein Sachbuch. Seit den 1990er-Jahren veröffentlicht Bänziger neben seiner Tätigkeit als Psychologe auch literarische Texte. 1994 nahm er am Ingeborg-Bachmann-Wettbewerb teil.

## Werke
- Beschwörung. Prosatexte. Wolfbach Verlag, Zürich 1995, ISBN 3-9520831-3-5
- Der Kopf sitzt uns im Nacken. Kurztexte und Aphorismen. Wolfbach Verlag, Zürich 1995, ISBN 3-9520831-2-7
- Ortlos. Interlaken. Zwei Erzählungen. Wolfbach Verlag, Zürich 1999, ISBN 3-9520831-8-6
- Senza Luogo. Interlaken. Zwei Erzählungen. Italienisch/Deutsch. Tararà Verlag, Tarara, Verbania 2005, ISBN 88-86593-58-9
- Plankton. Edition Howeg, Zürich 2002, ISBN 3-85736-214-6
- Überhaupt und kopfunter. Aphorismen und Gedanken. Wolfbach Verlag, Zürich 2009, ISBN 978-3-9523334-4-0
- Gedanken Lesen. Aphorismen und Gedanken. Wolfbach Verlag, Zürich 2012, ISBN 978-3-905910-33-9
- Ahnungslose Beute. Aphorismen. Wolfbach Verlag, Zürich 2018, ISBN 978-3-90692911-8

## Übersetzungen
- Gerald Durrell: Das Inselgeheimnis (mit Cornelia Grossmann). Benziger Verlag, Zürich 1971, ISBN 3-545-32061-8
- Jay Haley: Direktive Familientherapie (mit Annemarie Bänziger-Naegeli). Pfeiffer, München 1977, ISBN 3-7904-0245-1
- Ray Pope: Rötels Bande. Benziger Verlag, Zürich 1973, ISBN 3-545-32085-5
- Ray Pope: Im Stich gelassen. Benziger Verlag, Zürich 1980, ISBN 3-545-32204-1